# Kurt-Vorhofer-Preis
Der österreichische Kurt-Vorhofer-Preis für Politikjournalismus der Journalistengewerkschaft wird in Kooperation mit der Tageszeitung Kleine Zeitung und dem Verbund verliehen. Der Preis ist mit 7200 Euro dotiert, die Überreichung erfolgt durch den österreichischen Bundespräsidenten.
Namensgeber der in Parlament und Hofburg zumeist jährlich verliehenen Auszeichnung ist der 1995 verstorbene Kurt Vorhofer, der viele Jahre stellvertretender Chefredakteur und Leiter des Wien-Büros der Kleinen Zeitung war.

## Preisträger
- 1996: Engelbert Washietl
- 1997: Katharina Krawagna-Pfeifer
- 1998: Karl Danninger
- 1999: Christoph Kotanko
- 2000: Andreas Koller
- 2001: Armin Thurnher
- 2002: Gerhard Marschall
- 2003: Anneliese Rohrer
- 2004: Hans Rauscher
- 2005: Florian Klenk
- 2006: Antonia Gössinger
- 2007: Gerfried Sperl
- 2008: Herbert Lackner[4]
- 2009: Eva Weissenberger[5]
- 2010: Renate Graber[6]
- 2011: Elfriede Hammerl[7]
- 2012: Alexandra Föderl-Schmid[8]
- 2013: Rainer Nowak[9]
- 2014: Sibylle Hamann[10]
- 2015: Michael Jungwirth[11]
- 2016: Barbara Tóth[12]
- 2017: Michael Sprenger[13]
- 2018: Ernst Sittinger[14]
- 2019: Manfred Perterer[15]
- 2020: Petra Stuiber[16]
- 2021: Walter Hämmerle[17][18]
- 2022: Eva Linsinger[19]
- 2023: Redaktion der Wiener Zeitung[20]
- 2024: Hubert Patterer[21]
- 2025: Josef Votzi[22][23]